# Indicatif régional 337

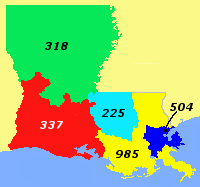
Carte de l'État de Louisiane avec les territoires de ses indicatifs régionaux. L'indicatif régional 337 est en rouge.

L'indicatif régional 337 est l'un des indicatifs téléphoniques régionaux de l'État de Louisiane aux États-Unis. Cet indicatif couvre un territoire situé au sud-ouest de l'État.
La carte ci-contre indique en rouge le territoire couvert par l'indicatif 337.
L'indicatif régional 337 fait partie du plan de numérotation nord-américain.

## Principales villes desservies par l'indicatif
- Lafayette
- Lake Charles
- Opelousas
- La Nouvelle-Ibérie
- Sulphur
- Vinton
- Ville Platte
- Crowley
- Abbeville
- Franklin
- Jeanerette
- Leesville
- DeRidder

## Source
- (en) Cet article est partiellement ou en totalité issu de l’article de Wikipédia en anglais intitulé « Area code 337 » (voir la liste des auteurs).